# NGC 4208
NGC 4208 est une galaxie spirale magellanique relativement rapprochée et située dans la constellation de la Chevelure de Bérénice. NGC 4208 a été découverte par l'astronome germano-britannique William Herschel en 1784. Herschel a de nouveau observé cette galaxie pendant la même nuit en indiquant une position différente dans ses notes. Cette deuxième observation a été inscrite au catalogue NGC sous la désignation NGC 4212. 

## Caractéristiques
La classe de luminosité de NGC 4208 est III et elle présente une large raie HI. Elle renferme également des régions d'hydrogène ionisé. De plus, c'est une galaxie LINER, c'est-à-dire une galaxie dont le noyau présente un spectre d'émission caractérisé par de larges raies d'atomes faiblement ionisés.

### Distance
Sa vitesse par rapport au fond diffus cosmologique est de 245 ± 23 km/s, ce qui correspond à une distance de Hubble de 3,61 ± 0,43 Mpc (∼11,8 millions d'al).
NGC 4208 est trop près du Groupe local et ainsi on ne peut utiliser la loi de Hubble-Lemaître pour calculer sa distance. Cependant, 14 mesures non basées sur le décalage vers le rouge (redshift) ont été réalisées à ce jour et elles donnent une distance de 18,014 ± 2,616 Mpc (∼58,8 millions d'al).

### Luminosité dans l'infrarouge
La luminosité de la galaxie NGC 4208 (NGC 4212 dans l'article) dans l'infrarouge lointain (de 40 à 400 µm)  est égale à 4,79 × 109 {\displaystyle L_{\odot }} (109,68{\displaystyle L_{\odot }}) et sa luminosité totale dans l'infrarouge (de 8 à 1 000 µm) est de 6,61 × 109 {\displaystyle L_{\odot }} (109,82{\displaystyle L_{\odot }}).

## Morphologie
NGC 4208 (NGC 4212 dans l'Atlas) a été utilisée par Gérard de Vaucouleurs comme une galaxie de type morphologique SA(s:)bc dans son atlas des galaxies,.
Eskridge, Frogel et Pogge ont publié un article en 2002 décrivant la morphologie de 205 galaxies spirales ou lenticulaires rapprochées. Les observations ont été réalisées dans la bande H de l'infrarouge et dans la bande B (le bleu). Selon Eskridge et ses collègues, NGC 4208 (NGC 4212 dans l'article) est de type Sbc dans la bande B et SABbc dans la bande H. Le noyau de NGC 4208 est encastré dans un bulbe elliptique. Cette galaxie possède un disque intérieur lisse d'où émanent deux bras spiraux. Le bras ouest a un contraste plus élevé et plus de nœuds. Il est visible sur sur ~180°. La brillance de surface du bras est est beaucoup plus faible, mais il est visible sur ~270° avant de s'estomper. Lorsque que ce bras se tourne vers le nord, il engendre une forte asymétrie dans le disque externe nord. Des bandes de poussière sont clairement visibles dans le bras est.

### Galaxie spirale cotonneuse
NGC 4208 est une galaxie spirale cotonneuse.

## Trou noir supermassif
Selon une étude publiée en 2009 et basée sur la vitesse interne de la galaxie mesurée par le télescope spatial Hubble, la masse du trou noir supermassif au centre de NGC 4208 (4212 dans l'article) serait comprise entre 0,4 et 2,8 millions de {\displaystyle M_{\odot }}.
Selon un article basé sur les mesures de luminosité de la bande K de l'infrarouge proche du bulbe de NGC 4192, on obtient une valeur de 106,5 {\displaystyle M_{\odot }} (3,2 million de masses solaires) pour le trou noir supermassif qui s'y trouve.

## Groupe de M86
Selon Abraham Mahtessian, NGC 4208 (NGC 4212 dans l'article) fait partie d'un groupe de galaxies qui compte 22 membres, le groupe de M86 (NGC 4406) (M86 est la plus brillante de ce groupe). Les autres galaxies de la liste de Mahtessian sont M98 (NGC 4192), NGC 4216, NGC 4396, NGC 4406 (M86), NGC 4413, NGC 4419, NGC 4438, NGC 4531, NGC 4550, NGC 4552 (M89), M90 (NGC 4569), IC 3094 (appartenance incertaine), IC 3258 et IC 3476.
La liste de Mahtessian renferme quelques erreurs. Par exemple, la galaxie NGC 4438 forme une paire avec la galaxie NGC 4435 et elle devrait logiquement appartenir au groupe de M60 décrit par Mahtessian et au groupe de M49 décrit par A.M. Garcia. Autre exemple, l'omission de la galaxie IC 3583 qui forme une paire avec M90.
De plus, la liste de Mahtessian renferme d'autres erreurs évidentes. On y retrouve par exemple la galaxie NGC 598 qui est en réalité la galaxie du Triangle (M33) et qui fait partie du Groupe local, de même que la galaxie NGC 784 qui appartient au groupe de NGC 672 et qui est au moins trois fois plus rapprochée de la Voie lactée que les autres galaxies du groupe de M86. De plus, trois des galaxies (1110+2225, 1228+1233 et 1508+3723) mentionnées dans l'article sont introuvables dans les bases de données. La notation employée par Mahtessian est un abrégé de la notation du Catalogue of Galaxies and of Clusters of Galaxies CGCG et la correspondance avec d'autres désignations ne figure malheureusement pas dans l'article. Ainsi, les galaxies 0101+1625 et 1005+1233 sont en réalité CGCG 0101.7+1625 (UGC 685) et CGCG 1005.8+1233 (Leo I ou UGC 5470). Leo I fait partie du Groupe local et UGC 685 est à environ 15 millions d'années-lumière de nous en bordure du groupe local. Ces deux galaxies n'appartiennent manifestement pas au groupe de M86.
Certaines de ces galaxies s'approchent de la Voie lactée ou leur vitesse radiale est trop faible pour que l'on puisse calculer leur distance à partir de la loi de Hubble-Lemaître. Heureusement, plusieurs mesures (sauf pour IC 3094 et NGC 4431) ont été réalisées selon des méthodes indépendantes du décalage vers le rouge. La distance moyenne des galaxies du groupe avec suffisamment de mesure non basées sur le décalage est de 14,9 Mpc.